# سمكة الأنبوب الثعبانية
سمكة الأنبوب الثعبانية أو كِرْبَاج (الاسم العلمي: Entelurus aequoreus)، نوع من الأسماك الأنبوبية وفصيلة زمارات البحر. موطنها الأصلي شمال شرق المحيط الأطلسي حيث توجد بشكل عام بين الطحالب القريبة من الشاطئ. وهو أكبر أنواع الأسماك الأنبوبية المسجلة في المياه الأوروبية وانتشر في مياه القطب الشمالي في أوائل عقد 2000.